# Liste des hôtels classés cinq étoiles en France

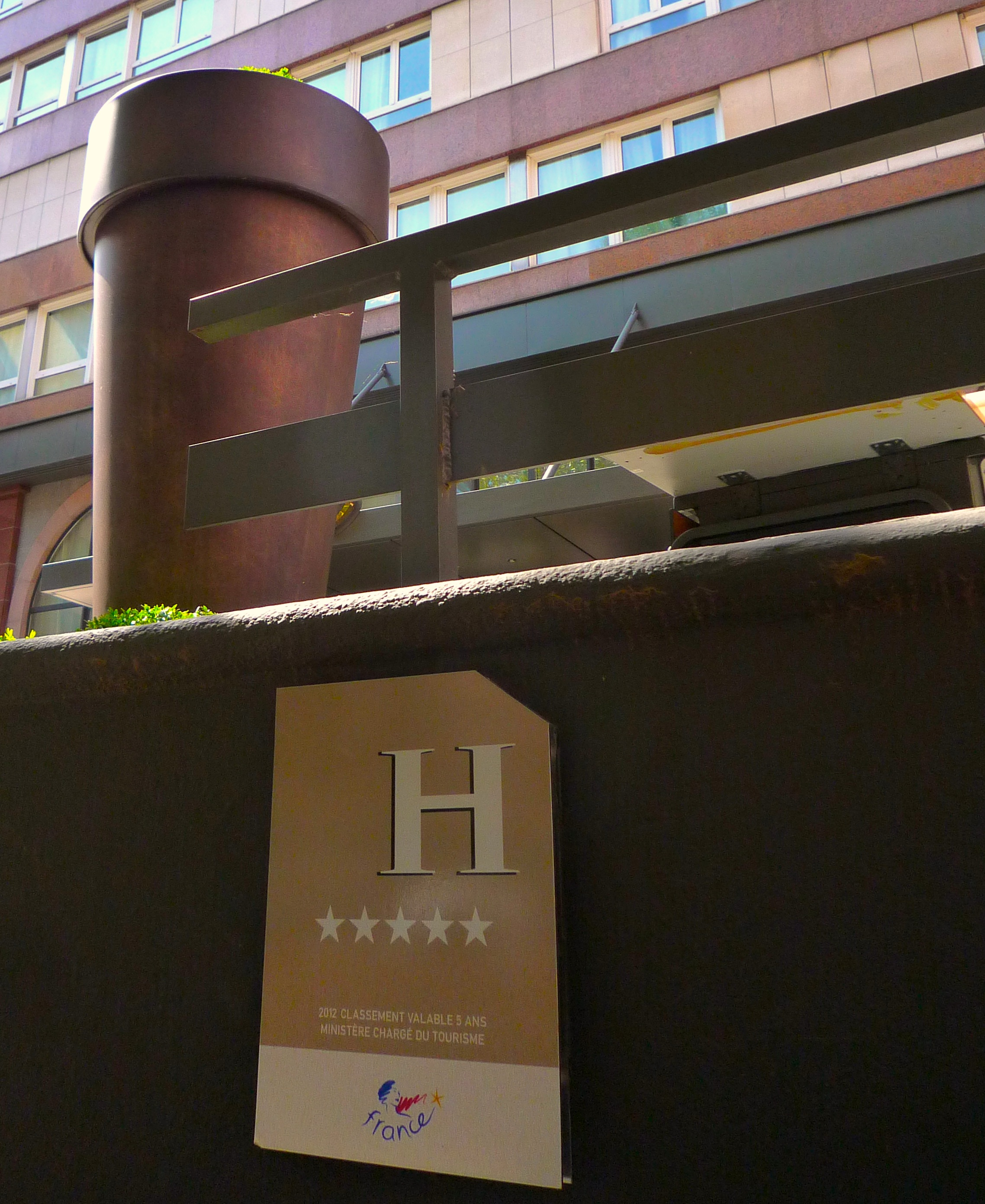
La plaque de la catégorie cinq étoiles de l’hôtel Sofitel Grande Ile à Strasbourg. Le panneau métallisé or et argent est exclusivement autorisé aux établissements classés cinq étoiles.

La catégorie d'hôtels cinq étoiles est la plus haute catégorie de la classification des hôtels de tourisme en France.
Cette catégorie n'a été créée que le 1er janvier 2009. Avant cette date et contrairement à d'autres pays étrangers, il n'existait pas de catégorie d'hôtels cinq étoiles en France. Ceux pouvant correspondre à cette catégorie étaient rangés sous le nom de « quatre étoiles luxe ». Cette catégorie cinq étoiles a été rajoutée au nouveau référentiel rentré en vigueur le 1er janvier 2009. Ce référentiel redéfinit également et crée de nouveaux critères de confort et d'hygiène et introduit des exigences de services, d'accessibilité, de développement durable et d'accès aux nouvelles technologies.
Ce classement valable 5 ans restant volontaire, il faut que l'établissement demande une visite de vérification payante, pour l'attribution des étoiles, ainsi que pour son renouvellement. Afin d'assurer une qualité sérieuse dans l'attribution des étoiles, celle-ci est effectuée par le biais d'une visite mystère, pour les hôtels quatre et cinq étoiles.
Pour distinguer les hôtels habilités à revendiquer officiellement la qualité de Palace, un arrêté du 8 novembre 2010 du Ministère du Tourisme, définit l'appellation « Distinction Palace ». Huit hôtels de grand luxe (parmi les 5 étoiles) reçoivent ce label dans un premier temps. Le label est décerné suivant la conformité à un cahier des charges et l'avis d'un jury composé de 10 personnalités de référence.
Depuis le 23 juillet 2012, soit à l'issue d'une transition de trois ans, le nouveau classement est seul en vigueur. Tout contrevenant risque dorénavant une amende de 15 000 euros. 
À la fin de l'année 2010, l'Hexagone ne comptait que 100 établissements classés cinq étoiles, puis 165 hôtels en 2011. Toutefois, le 13 août 2014, le 300e établissement fut enregistré. Le 31 mars 2015, la France comptait 310 hôtels classés cinq étoiles. 
Étant donné que certains documents manquent parfois de précision, il faut consulter strictement sur le site officiel d'Atout France, afin d'établir correctement le classement. 

## Liste des cinq étoiles classés par département et communes[AF 1],[P 4]

### (01) Ain
Crozet
- Jiva Hill Park Hôtel, classement le 3 décembre 2010 ; renouvellement le 20 mars 2025

Vonnas
- Hôtel Georges Blanc Parc & Spa, transitoire le 28 septembre 2009 ; renouvellement le 4 juillet 2024

### (02) Aisne
Fère-en-Tardenois
- Hostellerie du Château de Fère, classement le 25 juillet 2012 ; renouvellement le 29 septembre 2023

### (03) Allier
Montluçon
- Hôtel Château Saint-Jean, classement le 13 juin 2019 ; renouvellement le 3 octobre 2024

Vichy
- Vichy Spa Hôtel & Resort Les Célestins, classement le 26 juin 2012 ; renouvellement le 31 mai 2022

### (04) Alpes de Haute Provence
Mane
- Le Couvent des Minimes Hôtel & Spa, classement le 19 mai 2011 ; reclassement le 16 janvier 2024

Niozelles
- Hôtel Domaine Ribiera, classement le 6 octobre 2021

### (06) Alpes-Maritimes
Antibes
- Cap d'Antibes Beach Hôtel, classement le 13 août 2010 ; renouvellement le 12 octobre 2020
- Hôtel du Cap-Eden-Roc, transitoire le 30 septembre 2009[8] ; renouvellement le 3 juin 2024
— établissement classé Palace
- Hôtel Villa Fabulite, classement le 26 juin 2025
- Hôtel Villa Marae, classement le 3 août 2009 ; renouvellement le 5 juin 2025

Beaulieu-sur-Mer
- La Réserve de Beaulieu Hôtel & Spa, classement le 27 décembre 2011 ; renouvellement le 24 mai 2022

Cannes
- Hôtel InterContinental Carlton, transitoire le 3 août 2009 ; renouvellement le 25 juin 2024
- Hôtel Majestic Barrière, transitoire le 30 septembre 2009[8] ; renouvellement le 1er août 2024
- Grand Hyatt Cannes Hôtel Martinez, transitoire le 18 décembre 2009 ; renouvellement le 3 juin 2024
- Le JW Marriott Cannes, transitoire le 18 décembre 2009[P 5] ; renouvellement le 12 décembre 2024
- Mondrian Cannes, classement le 6 mai 2010 ; renouvellement le 31 octobre 2024
- Five Seas Hôtel Cannes, classement le 10 novembre 2011 ; renouvellement le 25 octobre 2021
- Hôtel Belle Plage, classement le 21 mai 2024

Èze
- Hôtel Le Cap Estel, transitoire le 26 juin 2009 ; renouvellement le 23 mai 2024
- Château de la Chèvre d'Or, classement le 24 septembre 2010 ; reclassement le 10 novembre 2020
- Château Eza, classement le 15 juillet 2011 ; renouvellement le 9 novembre 2021

Grasse
- Hôtel La Bastide Saint-Antoine, transitoire le 3 août 2009 ; renouvellement le 12 novembre 2024

Juan-les-Pins
- Hôtel Belles Rives, transitoire le 18 décembre 2009 ; renouvellement le 26 mai 2025
- Hôtel Juana, classement le 8 avril 2010 ; renouvellement le 5 juin 2025

Menton
- Hôtel Villa Genesis, classement le 28 novembre 2024

Mougins
- Hôtel Le Mas Candille, classement le 1er juillet 2010 ; renouvellement le 12 juillet 2024

Nice
- Hôtel Anantara Plaza Nice, classement le 16 janvier 2023
- Hôtel Boscolo Exedra Nice, classement le 11 juillet 2011 ; renouvellement le 19 janvier 2022
- Hôtel du Couvent, classement le 20 septembre 2024
- Maison Albar Hôtels Le Victoria, classement le 9 décembre 2024
- Hôtel Negresco, transitoire le 3 août 2009 ; renouvellement le 16 mai 2024
- Hyatt Regency Nice Palais de la Méditerranée, transitoire le 30 septembre 2009[8] ; renouvellement le 31 octobre 2024

Roquebrune-Cap-Martin
- Hôtel Monte Carlo Beach, transitoire le 18 décembre 2009 ; renouvellement le 20 juin 2024
- The Maybourne Riviera

Saint-Jean-Cap-Ferrat
- Le Grand-Hôtel du Cap-Ferrat, transitoire le 26 juin 2009 ; renouvellement le 26 octobre 2022
— un des huit premiers établissements français classé Palace depuis le 5 mai 2011.
- Hôtel Royal Riviera, transitoire le 26 juin 2009 ; renouvellement le 7 novembre 2022

Saint-Paul-de-Vence
- Hôtel Le Saint Paul, classement le 10 novembre 2011 ; reclassement le 18 octobre 2021
- Hôtel Le Mas de Pierre, transitoire le 26 juin 2009 ; renouvellement le 28 octobre 2021

Théoule-sur-Mer
- Hôtel Tiara Yaktsa, classement le 11 juillet 2011 ; renouvellement le 14 octobre 2021
- Tiara Miramar Beach Hôtel & Spa, depuis le 7 mai 2014 ; renouvellement le 6 mai 2024
- Hôtel Le Château de Théoule, classement le 28 mai 2024

Vence
- Château Saint-Martin & Spa, transitoire le 30 septembre 2009[8] ; renouvellement le 3 juin 2024
— établissement classé Palace

### (10) Aube
Troyes
- Hôtel La Maison de Rhodes, classement le 9 décembre 2011 ; reclassement le 17 mars 2022
- La Licorne Hôtel & SPA Troyes MGallery, classement le 12 avril 2023

### (11) Aude
Carcassonne
- Hôtel de la Cité, classement le 20 octobre 2010 ; renouvellement le 20 juillet 2022
- Hôtel Le Domaine d'Auriac, classement le 12 avril 2012 ; renouvellement le 17 mars 2022
- Hôtel du Roi & SPA, classement le 6 octobre 2023
- Hôtel Le Parc, classement le 10 mars 2023

Narbonne
- Le Château l'Hospitalet, classement le 25 mai 2022

### (13) Bouches-du-Rhône
Aix-en-Provence
- Hôtel le Pigonnet, classement le 14 avril 2011 ; renouvellement le 8 septembre 2022
- Hôtel Villa Gallici, classement le 25 mars 2011 ; renouvellement le 2 novembre 2021
- Hôtel  Renaissance, depuis 10 mars 2014 ; renouvellement le 19 mars 2024
- Château de la Gaude, depuis 2 janvier 2020 ; renouvellement le 18 février 2025
- Villa Saint-Ange, depuis 6 août 2019 ; renouvellement le 25 octobre 2024

Arles
- Hôtel Le Mas de Peint, classement le 14 décembre 2010 ; reclassement le 25 mai 2016
- Hôtel Jules César, classement le 23 juin 2014 ; renouvellement le 4 juin 2024
- L'Hôtel Particulier, classement le 4 avril 2018 ; renouvellement le 22 octobre 2024

Les Baux de Provence
- Baumanière Les Baux de Provence, classement le 27 janvier 2011 ; renouvellement le 26 novembre 2021
- Domaine de Manville, depuis le 23 juin 2014 ; renouvellement le 5 juillet 2024

Cabriès
- Hôtel La Bastide Bourrelly, classement le 29 septembre 2023

Cassis
- Hôtel Les Roches Blanches, classement le 3 juillet 2018 ; renouvellement le 22 mai 2023

Gémenos
- Hôtel La Magdeleine Mathias Dandine, classement le 21 juillet 2023

Marseille
- InterContinental Marseille Hôtel Dieu, classement le 22 avril 2013 ; renouvellement le 1er juin 2023
- Hôtel Sofitel Marseille Vieux-Port, transitoire le 30 septembre 2009 ; renouvellement le 6 juin 2024
- Hôtel Le Petit Nice, classement le 25 mars 2011 ; renouvellement le 17 novembre 2021
- Hôtel C2, depuis le 26 mai 2014 ; renouvellement le 7 juin 2024

Paradou
- Hôtel B Design et Spa, classement le 20 août 2012 ; reclassement le 24 février 2023

Le Puy-Sainte-Réparade
- Château de Fonscolombe, classement le 16 mai 2018 ; renouvellement le 24 avril 2023
- Villa la Coste, classement le 5 décembre 2017 ; renouvellement le 5 avril 2024
— établissement classé Palace

Rognes
- Villa Baulieu, depuis le 26 novembre 2014 ; renouvellement le 26 juin 2019

Saint-Rémy-de-Provence
- Hôtel Le Château des Alpilles, classement le 25 juillet 2011 ; reclassement le 24 octobre 2022
- Le Saint Rémy, classement le 8 octobre 2018 ; renouvellement le 9 octobre 2023
- Le Vallon de Valrugues & Spa, classement le 14 avril 2011 ; reclassement le 5 mai 2022

Saintes-Maries-de-la-Mer
- L'Estelle en Camargue, classement le 18 août 2011 ; renouvellement le 8 novembre 2021

Le Tholonet
- Les Lodges Sainte Victoire Hôtel & Spa, classement le 22 octobre 2018 ; renouvellement le 16 novembre 2023

### (14) Calvados
Audrieu
- Château d'Audrieu, depuis le 3 avril 2017 ; renouvellement le 19 juillet 2022

Bayeux
- Hôtel Villa Lara, depuis le 11 novembre 2016 ; renouvellement le 9 décembre 2024

Cabourg
- Grand Hôtel de Cabourg MGallery, classement le 23 mai 2012 ; renouvellement le 17 mai 2023

Caen
- Ivan Vautier, classement le 2 mars 2013 ; reclassement le 13 juillet 2023

Commes
- Château La Chenevière,  depuis le 25 novembre 2014 ; renouvellement le 7 octobre 2024

Deauville
- Hôtel Normandy Barrière, transitoire le 3 décembre 2009 ; renouvellement le 16 décembre 2021
- Hôtel Royal Barrière, transitoire le 22 décembre 2009 ; renouvellement le 24 octobre 2024

Honfleur
- Hôtel La Ferme Saint-Siméon, classement le 11 avril 2011 ; renouvellement le 23 novembre 2022
- Le Manoir des Impressionnistes, classement le 22 novembre 2017 ; renouvellement le 13 juin 2023
- Hôtel Saint-Delis, classement le 24 novembre 2020

Trouville-sur-Mer
- Hôtel Thalasso & Spa Les Cures Marines, depuis le 22 septembre 2015 ; renouvellement le 7 octobre 2021

### (16) Charente
Cognac
- Hôtel Chais Monnet, classement le 29 janvier 2019 ; renouvellement le 19 février 2024
- La Nauve Hôtel et Jardin, classement le 13 juillet 2023

Massignac
- Domaine des Étangs, classement le 1er octobre 2015 ; renouvellement le 6 novembre 2023

### (17) Charente-Maritime
Dolus-d'Oléron
- Hôtel Le Grand Large, classement le 2 mai 2023

La Flotte
- Hôtel Le Richelieu, classement le 12 juillet 2012 ; renouvellement le 7 novembre 2022

La Rochelle
- Maison des Ambassadeurs, classement le 13 novembre 2012 ; renouvellement le 14 janvier 2022

Saint-Martin-de-Ré
- Hôtel de Toiras, depuis le 4 janvier 2016 ; renouvellement le 5 juillet 2022
- Hôtel Villa Clarisse, classement le 27 mai 2024

### (2A) Corse-du-Sud
Bonifacio
- Hôtel du Centre Nautique, depuis le 31 mai 2018 ; renouvellement le 3 juillet 2023
- Hôtel Version Maquis Citadelle, depuis le 3 avril 2017 ; renouvellement le 24 juin 2022
- Hôtel A Speranza, depuis le 28 juin 2024

Coti-Chiavari
- Hôtel Lagnonu, depuis le 18 juillet 2022

Lecci
- Grand Hôtel de Cala Rossa, depuis le 23 novembre 2016 ; renouvellement le 24 juin 2022
- Hôtel La Plage Casadelmar, classement le 2 août 2012 ; renouvellement le 10 janvier 2023

Olmeto
- Hôtel Marinca, classement le 31 mai 2012 ; renouvellement le 25 octobre 2022
- Hostellerie du Moulin des Oliviers, classement le 18 juillet 2018 ; renouvellement le 23 octobre 2023

Porticcio
- Hôtel Sofitel Golfe d'Ajaccio, classement le 3 mars 2020 ; renouvellement le 3 juin 2025
- Hôtel le Maquis, classement le 29 juillet 2010 ; renouvellement le 23 décembre 2021

Porto-Vecchio
- Hôtel Les Bergeries de Palombaggia, depuis le 16 août 2017 ; renouvellement le 16 septembre 2022
- Hôtel Casadelmar, depuis le 21 octobre 2010 ; renouvellement le 21 décembre 2020
- Hôtel Don César & Spa, classement le 19 juillet 2012 ; reclassement le 7 novembre 2022

Propriano
- Miramar Boutique Hôtel, depuis le 9 octobre 2014 ; renouvellement le 21 septembre 2021

Sartène
- Domaine de Murtoli, depuis le 28 juillet 2011 ; renouvellement le 24 juillet 2025
- Hôtel de la ferme, depuis le 23 décembre 2021

Serra-di-Ferro
- Hôtel Le Golfe, depuis le 21 décembre 2020

Zonza
- Les Regalia Hôtel & Spa, depuis le 3 août 2023
- Hôtel Domaine Le Mouflon d'Or, depuis le 24 juillet 2025
- Hôtel Villa Maier, depuis le 22 juillet 2025

### (2B) Haute-Corse
Cagnano
- Domaine Misincu, classement le 4 décembre 2017 ; renouvellement le 5 juin 2023

Calvi
- Hôtel la Signoria, transitoire le 18 novembre 2009 ; renouvellement le 4 février 2025
- Hôtel la Villa, transitoire le 18 novembre 2009 ; renouvellement le 22 juillet 2025
- Hôtel Corsica, depuis le 30 juillet 2013 ; renouvellement le 31 mai 2024
- Hôtel L'Abbaye, depuis le 28 juin 2024

Monticello
- Hôtel A Piattatella, classement le 16 décembre 2020
- Hôtel Casa Paradisu, classement le 2 juin 2023

Saint-Florent
- Hôtel Demeure Loredana, classement le 4 décembre 2017 ; renouvellement le 21 juin 2023

### (21) Côte-d'Or
Beaune
- Hôtel de Beaune, classement le 19 février 2019 ; renouvellement le 21 mars 2024
- Hostellerie Le Cèdre, classement le 12 avril 2012 ; renouvellement le 21 avril 2022
- Hôtel Le Cep, classement le 29 septembre 2017 ; renouvellement le 19 décembre 2023

Dijon
- Grand Hôtel la Cloche, depuis le 30 mars 2016 ; renouvellement le 23 mars 2021

Gevrey-Chambertin
- Hôtel Les Deux Chèvres, classement le 31 juillet 2025

Gilly-les-Cîteaux
- Château de Gilly, classement le 16 juillet 2012 ; reclassement le 14 octobre 2022

Levernois
- Hostellerie de Levernois, classement le 13 septembre 2011 ; renouvellement le 1er octobre 2021

Puligny-Montrachet
- Hôtel COMO Le Montrachet, classement le 1er avril 2025

Sainte-Sabine
- Château Sainte-Sabine, classement le 15 novembre 2023

Saulieu
- Hôtel Le Relais Bernard Loiseau, classement le 26 août 2010 ; renouvellement le 1er mars 2022

### (22) Côtes-d'Armor
Perros-Guirec
- Hôtel l'Agapa, classement le 23 mai 2011 ; reclassement le 19 juillet 2022

### (24) Dordogne
Champagnac-de-Belair
- Hôtel le Moulin du Roc, classement le 25 octobre 2022

### (26) Drôme
Charols
- Château Les Oliviers de Salettes, depuis le 24 avril 2024

Malataverne
- Hôtel Le Domaine du Colombier, depuis le 23 mai 2025

Valence
- Hôtel Maison Pic, depuis le 26 octobre 2009 ; renouvellement le 10 décembre 2024

### (28) Eure-et-Loir
Guainville
- Domaine de Primard, classement le 22 septembre 2022

### (30) Gard
Aigues-Mortes
- Villa Mazarin Aigues Mortes, classement le 17 octobre 2018
- Hôtel Les Remparts, classement le 11 juin 2021

Castillon-du-Gard
- Hôtel Le Vieux Castillon, classement le 24 octobre 2024

Collias
- Hôtel Le Château de Collias, classement le 7 août 2023

Nîmes
- Maison Albar Hôtel l'Imperator, classement le 1er juillet 2019 ; renouvellement le 24 décembre 2021
- Hôtel Jardins Secrets, classement le 30 juin 2017 ; renouvellement le 13 mai 2022
- Margaret Hôtel Chouleur, classement le 26 juin 2025

Sabran
- Hôtel Le Château de Montcaud, classement le 19 octobre 2023

Uzès
- La Maison d'Uzès, depuis le 17 février 2014 ; renouvellement le 24 octobre 2024

Villeneuve-lès-Avignon
- Hôtel Le Prieuré, classement le 10 février 2011 ; renouvellement le 3 novembre 2021

### (31) Haute-Garonne
Toulouse
- La Cour des Consuls Hôtel & Spa, depuis le 27 novembre 2015 ; renouvellement le 5 avril 2022
- Le Grand Balcon, classement le 1er février 2022

### (32) Gers
Cazaubon
- Hôtel la Bastide en Gascogne, classement le 6 décembre 2017 ; renouvellement le 25 novembre 2022

### (33) Gironde
Arcachon
- Hôtel Les Vagues, classement le 4 septembre 2024

Bommes
- Château Lafaurie-Peyraguey, classement le 8 novembre 2018 ; renouvellement le 28 avril 2023

Bordeaux
- Le Boutique Hôtel Bordeaux, classement le 26 février 2020 ; renouvellement le 28 février 2025
- Hôtel Burdigala, classement le 26 juillet 2023
- Hôtel Intercontinental Grand Hôtel de Bordeaux & Spa, classement le 18 septembre 2016 ; renouvellement le 15 mars 2022
- Hôtel Mondrian Bordeaux Les Carmes, classement le 29 novembre 2023
- Le Palais Gallien, classement le 25 janvier 2018 ; renouvellement le 30 janvier 2024
- Hôtel des Quinconces, classement le 22 septembre 2017 ; renouvellement le 16 août 2022
- Hôtel Villas Foch, classement le 30 juin 2021
- Hôtel Yndo, classement le 27 octobre 2017 ; renouvellement le 11 décembre 2024

Le Bouscat
- Hôtel Maison Pavlov, depuis le 13 septembre 2021

Martillac
- Hôtel les Sources de Caudalie, transitoire le 12 mai 2009 ; renouvellement le 3 mai 2024
— établissement classé Palace

Pauillac
- Château Cordeillan-Bages, depuis le 3 novembre 2020

Pyla-sur-Mer
- Hôtel Ha(a)ïtza, depuis le 24 avril 2017 ; renouvellement le 9 mars 2022
- Hôtel la Co(o)rniche, depuis le 14 avril 2015 ; renouvellement le 8 novembre 2021

Saint-Émilion
- Hôtel de Pavie, classement le 13 mai 2024
- Château-hôtel Grand Barrail depuis le 17 mars 2017 ; renouvellement le 29 mars 2022

### (34) Hérault
Agde
- Hôtel OZ'inn, depuis le 28 juillet 2017 ; renouvellement le 26 mai 2023
- Hôtel Pirates World, depuis le 11 juillet 2024

Castelnau-le-Lez
- Domaine de Verchant, classement le 28 janvier 2010 ; renouvellement le 9 juillet 2025

La Grande-Motte
- Hôtel La Plage, classement le 16 janvier 2018 ; renouvellement le 29 juin 2023

Montpellier
- Hôtel Richer de Belleval, classement le 17 novembre 2021

Palavas-les-Flots
- Hôtel Plage Palace, classement le 4 juin 2019 ; renouvellement le 4 avril 2024

### (35) Ille-et-Vilaine
Dinard
- Grand Hôtel Barrière, transitoire le 30 septembre 2009 ; renouvellement le 22 juillet 2024
- Hôtel Castelbrac, depuis le 26 juin 2015 ; renouvellement le 22 février 2022

Rennes
- Balthazar Hôtel & Spa, depuis le 29 décembre 2014 ; renouvellement le 23 mai 2024

Le Rheu
- Château d'Apigné, classement le 14 novembre 2012 ; reclassement le 31 octobre 2024

Saint-Malo
- Grand Hôtel des Thermes, classement le 22 novembre 2011 ; renouvellement le 9 mai 2022

### (37) Indre-et-Loire
Amboise
- Le Manoir Les Minimes, classement le 27 octobre 2021

Chenonceaux
- Auberge du bon Laboureur, classement le 14 janvier 2022

Montbazon
- Hôtel Château d'Artigny, classement le 6 août 2012 ; reclassement le 10 novembre 2022

Noizay
- Château de Noizay, classement le 1er mars 2022

Reugny
- Château Louise de la Vallière, classement le 20 juin 2024

Tours
- Les Trésorières, classement le 24 janvier 2022

### (38) Isère
Alpe d'Huez
- Hôtel au Chamois d'Or, classement le 15 janvier 2018 ; renouvellement le 13 janvier 2023
- Hôtel Daria I-Nor, classement le 29 janvier 2019 ; renouvellement le 25 janvier 2024
- Hôtel Les Grandes Rousses, classement le 18 juillet 2022

### (39) Jura
Barretaine
- Hôtel Restaurant La Maison Zugno, classement le 2 janvier 2023

Port-Lesney
- Château de Germigney, classement le 22 mars 2022

### (40) Landes
Eugénie-les-Bains
- Hôtel Les Prés d'Eugénie, classement le 9 octobre 2012 ; renouvellement le 23 mai 2024
— Palace officiel depuis juillet 2017

### (41) Loir-et-Cher
Blois
- Hôtel Fleur de Loire, depuis le 4 novembre 2022

Cheverny
- Les Sources de Cheverny, depuis le 4 mai 2021

Onzain
- Hôtel Le Domaine des Hauts de Loire, classement le 17 octobre 2022

### (42) Loire
Roanne
- Hôtel Maison Troisgros, depuis le 22 octobre 2012

### (43) Haute-Loire
Saint-Vidal
- Château de Saint-Vidal, depuis le 30 mars 2022

### (44) Loire-Atlantique
Carquefou
- Château de Maubreuil, classement le 21 décembre 2020

La Baule-Escoublac
- Hôtel Barrière L'Hermitage La Baule, transitoire le 30 juin 2009 ; renouvellement le 29 juin 2022
- Hôtel Barrière Le Royal La Baule, transitoire le 15 octobre 2009 ; renouvellement le 19 octobre 2021
- Hôtel Castel Marie-Louise, transitoire le 6 octobre 2009 ; renouvellement le 31 octobre 2024

Missillac
- Domaine de la Bretesche, classement le 23 avril 2018 ; renouvellement le 24 avril 2023

### (45) Loiret
Augerville-la-Rivière
- Château Golf Spa d'Augerville, classement le 3 janvier 2023

Boismorand
- Hôtel Auberge des Templiers, classement le 20 mai 2011 ; reclassement le 7 novembre 2022

### (46) Lot
Lacave
- Hôtel Château de la Treyne, classement le 1er juillet 2024

### (47) Lot-et-Garonne
Puymirol
- Hôtel Relais & Château Michel Trama, classement le 16 juillet 2012 ; renouvellement le 3 octobre 2022

### (50) Manche
Beauvoir
- L'Ermitage Mont Saint Michel, depuis le 28 juin 2016 ; renouvellement le 24 mars 2022

### (51) Marne
Champillon
- Royal Champagne Hôtel & Spa, classement le 10 août 2011 ; renouvellement le 29 novembre 2023

Épernay
- Hôtel La Villa Eugène, classement le 28 juin 2012 ; renouvellement le 24 novembre 2022

Reims
- Hôtel Château Les Crayères, transitoire le 7 octobre 2009 ; renouvellement le 7 octobre 2024
- La Caserne Chanzy Hôtel & SPA, classement le 12 septembre 2022

Sacy
- Château de Sacy, classement le 23 mars 2022

Tinqueux
- L'Assiette Champenoise, classement le 2 mars 2013 ; renouvellement le 24 avril 2023

Vinay
- Hostellerie La Briqueterie, classement le 23 juillet 2012 ; renouvellement le 19 octobre 2022

### (52) Haute-Marne
Langres
- Hôtel Clos Vauban, depuis le 24 décembre 2024

### (56) Morbihan
Arzon
- Hôtel Miramar La Cigale, depuis le 11 décembre 2015 ; renouvellement le 8 juillet 2021

Kervignac
- Hôtel Le Domaine de Locguénolé, depuis le 22 juillet 2025

Quiberon
- Hôtel Sofitel Quiberon Thalassa Sea & Spa, classement le 26 avril 2012 ; renouvellement le 18 octobre 2022

### (57) Moselle
Montenach
- Le Domaine de la Klauss, classement le 5 août 2020 ; renouvellement le 10 avril 2025

### (59) Nord
Lille
- L'Hermitage Gantois, transitoire le 24 décembre 2009 ; renouvellement le 12 décembre 2024
- Hôtel Barrière Lille, classement le 20 mai 2011 ; renouvellement le 11 mars 2022
- Hôtel Clarance, depuis le 27 mai 2015 ; renouvellement le 11 avril 2023

### (60) Oise
Chantilly
- Auberge du Jeu de Paume Chantilly, classement le 24 juillet 2013 ; renouvellement le 6 novembre 2023

La Chapelle-en-Serval
- Tiara Château Hôtel Mont Royal, depuis le 29 janvier 2015; renouvellement le 28 février 2025

### (62) Pas-de-Calais
Busnes
- Château de Beaulieu, classement le 19 mai 2022

Le Touquet-Paris-Plage
- Hôtel Barrière Le Westminster, classement le 10 juin 2021 [9]

### (63) Puy-de-Dôme
Le Broc
- Hôtel Restaurant Origines, classement le 28 novembre 2024

Royat
- Hôtel Princesse Flore, classement le 14 novembre 2011 ; renouvellement le 8 décembre 2021

### (64) Pyrénées-Atlantiques
Anglet
- Hôtel Brindos Lac et Château, classement le 2 mai 2022

Biarritz
- Hôtel du Palais, transitoire le 23 septembre 2009 ; renouvellement le 23 mai 2024
— un des huit premiers établissements français classé Palace depuis le 5 mai 2011
- Hôtel le Régina, depuis le 27 avril 2015 ; renouvellement le 3 août 2021
- Hôtel Sofitel Le Miramar Thalassa Sea & Spa, transitoire le 23 septembre 2009 ; renouvellement le 15 janvier 2025
- Hôtel Beaumanoir, classement le 25 novembre 2010 ; renouvellement le 4 octobre 2021

Bidarray
- Hôtel Ostapé, classement le 12 décembre 2011 ; renouvellement le 4 novembre 2022

Pau
- Hôtel Parc-Beaumont, transitoire le 23 septembre 2009 ; renouvellement le 5 août 2024
- Hôtel Villa Navarre, classement le 30 août 2012 ; renouvellement le 7 septembre 2022

Saint-Jean-de-Luz
- Hôtel Parc Victoria, classement le 20 octobre 2010 ; renouvellement le 16 novembre 2021
- Grand Hôtel Thalasso & Spa, depuis le 27 juillet 2015 ; renouvellement le 24 décembre 2021

### (65) Hautes-Pyrénées
Lourdes
- Grand Hôtel Belfry, classement le 29 octobre 2020

### (66) Pyrénées-Orientales
Collioure
- Maison Nova, classement le 29 octobre 2024

Molitg-les-Bains
- Le Château de Riell, classement le 15 novembre 2017 ; renouvellement le 3 mai 2023

Saint-Cyprien
- Hôtel L'Île de la Lagune, classement le 14 octobre 2013 ; renouvellement le 4 octobre 2023

### (67) Bas-Rhin
Barr
- 5Terres Hôtel & SPA MGallery by Sofitel, classement le 20 mars 2023

Colroy-la-Roche
- Hostellerie La Cheneaudière & Spa, classement le 9 octobre 2017 ; renouvellement le 10 mai 2022

Ostwald
- Hôtel Château de l'Ile, classement le 16 juillet 2012 ; renouvellement le 4 novembre 2022

Strasbourg
- Hôtel Sofitel Grande Ile, classement le 12 juillet 2012 ; renouvellement le 16 novembre 2022
- Hôtel Régent Petite France, depuis le 23 juin 2014 ; renouvellement le 30 mars 2022
- Maison Rouge Strasbourg Hotel & Spa, Autograph Collection, depuis le 18 octobre 2021

Wingen-sur-Moder
- Villa René Lalique, depuis le 17 mai 2017 ; renouvellement le 27 juin 2022

### (68) Haut-Rhin
Colmar
- Hôtel La Maison des Têtes, classement le 26 novembre 2012 ; renouvellement le 2 février 2023
- L'Esquisse Hotel & Spa Colmar - Mgallery, classement le 26 juillet 2021

Illhaeusern
- Hôtel des Berges, classement le 17 novembre 2010 ; renouvellement le 11 mars 2022

Kaysersberg
- Le Hôtel Chambard, classement le 6 octobre 2016 ; renouvellement le 7 mars 2022

Rouffach
- Château d'Isenbourg, classement le 20 août 2012 ; renouvellement le 25 octobre 2022

### (69) Rhône
Bagnols
- Château de Bagnols, classement le 1er juillet 2013 ; reclassement le 6 juin 2024

Charbonnières-les-Bains
- Hôtel Le Pavillon de la Rotonde & Spa, transitoire le 27 novembre 2009 ; renouvellement le 9 octobre 2024

Lyon
- Hôtel Sofitel Lyon Bellecour, transitoire le 29 septembre 2009 ; renouvellement le 23 juillet 2024
- Hôtel Villa Florentine, classement le 29 juillet 2010 ; renouvellement le 17 juillet 2025
- Hôtel Le Royal Lyon Mgallery, classement le 24 août 2011 ; renouvellement le 5 avril 2022
- Hôtel Cour des Loges, classement le 29 septembre 2011 ; renouvellement le 7 mars 2022
- Hôtel Villa Maïa, classement le 30 mai 2017 ; renouvellement le 16 septembre 2022
- InterContinental Lyon Hôtel-Dieu, classement le 23 mai 2024
- Hôtel Boscolo Lyon, classement le 27 octobre 2021

### (71) Saône-et-Loire
Charolles
- Maison Doucet, depuis le 23 juin 2023

Saint-Jean-de-Trézy
- Domaine de Rymska, depuis le 20 octobre 2020

### (73) Savoie
Chambéry
- Petit Hôtel Confidentiel, depuis le 1er avril 2015 ; renouvellement le 17 juin 2025

Courchevel
- Les Airelles, transitoire le 3 juin 2009 ; renouvellement le 29 janvier 2024
— un des huit premiers établissements français classé Palace depuis le 5 mai 2011.
- Hôtel Le Cheval Blanc Courchevel, transitoire le 3 juin 2009 ; renouvellement le 12 avril 2023
— un des huit premiers établissements français classé Palace depuis le 5 mai 2011.
- Le K2 Palace, classement le 14 février 2012 ; renouvellement le 3 janvier 2024
— Palace officiel depuis juillet 2014
- L'Apogée Courchevel, classement le 13 février 2023
— Palace officiel depuis octobre 2019
- Hôtel Barrière Les Neiges, depuis le 6 janvier 2017 ; renouvellement le 28 mars 2022
— Palace officiel depuis octobre 2019
- Les Grandes Alpes Private Hôtel & Spa, classement le 11 janvier 2012 ; renouvellement le 9 janvier 2023
- Hôtel Le Carlina, classement le 23 mai 2011 ; renouvellement le 30 mars 2022
- Hôtel Le K2 Altitude, transitoire le 3 juin 2009 ; renouvellement le 31 mars 2023
- Hôtel Le Lana, transitoire le 3 juin 2009 ; renouvellement le 18 février 2025
- Hôtel Lys Martagon, classement le 23 décembre 2021
- Hôtel Aman Le Mélézin, transitoire le 3 juin 2009 ; renouvellement le 10 avril 2024
- Hôtel Le Strato, classement le 20 avril 2010 ; renouvellement le 23 décembre 2024
- Hôtel Les Suites de la Potinière, classement le 20 avril 2010 ; renouvellement le 5 février 2025
- Hôtel Le Manali, classement le 15 mars 2010 ; renouvellement le 18 janvier 2022
- Hôtel La Sivolière, classement le 26 avril 2010 ; renouvellement le 24 avril 2025
- Hôtel Le Palace des Neiges, classement le 24 mars 2011 ; renouvellement le 6 avril 2022
- Hôtel Le Saint-Roch, classement le 31 mars 2011 ; renouvellement le 14 mars 2022
- Hôtel Le Saint-Joseph, classement le 21 mars 2012 ; renouvellement le 28 mars 2022
- Snow Lodge Hôtel, classement le 3 janvier 2023
- Hôtel Annapurna, transitoire le 3 juin 2009 ; renouvellement le 14 février 2024
- Hôtel Le Chalet de Courchevel, depuis le 3 février 2014 ; renouvellement le 30 avril 2025
- Hôtel Le Chabichou, classement le 23 décembre 2019 ; renouvellement le 24 décembre 2024
- Le Grand Hôtel de Courchevel, classement le 6 janvier 2023
- Alpes Hôtel du Pralong, classement le 21 décembre 2023

Grésy-sur-Aix
- Hôtel Château Brachet, classement le 12 février 2024

 Les Arcs
- Hôtel Taj-I Mah, classement le 1er février 2017 ; renouvellement le 8 février 2022

Méribel
- Hôtel L'Hélios, classement le 12 février 2018 ; renouvellement le 13 avril 2023
- Hôtel Le Kaïla, classement le 12 février 2013 ; renouvellement le 14 avril 2023
- Hôtel Le Coucou, classement le 20 février 2020 ; renouvellement le 24 avril 2025

Saint-Martin-de-Belleville
- Hôtel La Bouitte, classement le 21 juin 2017 ; renouvellement le 8 août 2022
- Hôtel M Lodge, classement le 2 janvier 2023

Tignes
- Hôtel les Suites du Montana, depuis le 17 février 2014 ; renouvellement le 9 avril 2024
- Les Suites Maison Bouvier, classement le 14 mai 2018 ; renouvellement le 30 mars 2023
- Hôtel Diamond Rock, classement le 17 janvier 2022
- Hôtel VoulezVous, classement le 22 avril 2022

Tresserve
- Hôtel l'Incomparable, classement le 21 juillet 2020 ; renouvellement le 17 juin 2025

Val-d'Isère
- Airelles Val d'Isère, classement le 18 février 2021
- Hôtel Les Barmes de l'Ours, classement le 17 mars 2010 ; renouvellement le 15 janvier 2025
- Hôtel Le Blizzard, classement le 26 mai 2011 ; renouvellement le 25 janvier 2022
- Hôtel Le Christiania, classement le 26 mai 2011 ; renouvellement le 25 janvier 2022
- Hôtel Le K2 Chogori, classement le 27 juillet 2021
- Hôtel La Mourra, depuis le 23 janvier 2017 ; renouvellement le 13 avril 2022
- Hôtel Silverstone, classement le 6 mai 2024
- Hôtel & Spa Le Yule, depuis le 23 février 2016  ; renouvellement le 14 janvier 2022

Val Thorens
- Hôtel Altapura, depuis le 12 mai 2017 ; renouvellement le 12 décembre 2022
- Hôtel Koh-I Nor, classement le 27 janvier 2014 ; renouvellement le 9 avril 2024
- Hôtel Fitz Roy, depuis le 10 mars 2014 ; renouvellement le 2 avril 2024
- Hôtel Pashmina le Refuge, depuis le 23 décembre 2015 ; renouvellement le 24 décembre 2021

### (74) Haute-Savoie
Annecy-le-Vieux
- Le Clos des Sens, depuis le 26 novembre 2014 ; renouvellement le 12 février 2025

Chamonix-Mont-Blanc
- Le Hameau Albert Ier, classement le 29 août 2011 ; renouvellement le 22 mars 2022
- Hôtel Mont-Blanc Chamonix, depuis le 26 mai 2014 ; renouvellement le 9 octobre 2024
- Grand Hôtel des Alpes & Spa, depuis le 16 octobre 2019 ; renouvellement le 9 octobre 2024

Évian-les-Bains
- Hôtel Le Royal, transitoire le 3 juin 2009 ; renouvellement le 29 novembre 2022
— Palace officiel depuis novembre 2016

La Clusaz
- Hôtel Au Cœur du Village, classement le 3 mars 2011 ; renouvellement le 12 juillet 2022

Manigod
- La Maison des Bois Marc Veyrat, depuis le 17 octobre 2014 ; renouvellement le 18 octobre 2019

Megève
- Hôtel L'Alpaga, classement le 21 avril 2011 ; renouvellement le 30 juillet 2021
- Les Fermes de Marie, classement le 15 octobre 2010 ; renouvellement le 3 janvier 2024
- Le Chalet Blanc, classement le 20 février 2017 ; renouvellement le 14 janvier 2022
- Hôtel Le Chalet Zannier, classement le 20 janvier 2020 ; renouvellement le 18 avril 2025
- Hôtel Les Chalets du Mont d'Arbois, classement le 17 avril 2025
- Hôtel Le Fer à Cheval, classement le 6 août 2012 ; renouvellement le 15 juillet 2022
- Flocons de Sel, classement le 7 janvier 2013 ; renouvellement le 27 janvier 2023
- Four Seasons Megève, classement le 1er octobre 2018 ; renouvellement le 6 novembre 2023
- Hôtel Les Chalets du Mont d'Arbois, depuis le 14 janvier 2015 ; renouvellement le 7 janvier 2020
- Le M de Megève, classement le 13 janvier 2014 ; renouvellement le 22 mars 2024
- Grand Hôtel du Soleil d'Or, classement le 23 juillet 2020
- Hôtel Le Lodge Park, classement le 13 mars 2024

Menthon-Saint-Bernard
- Le Palace de Menthon, classement le 22 juin 2017 ; renouvellement le 17 juin 2022

Saint-Gervais-les-Bains
- Hôtel l'Armancette, classement le 19 août 2019 ; renouvellement le 15 juillet 2024

Sévrier
- Hôtel Restaurant Black Bass Annecy, classement le 2 octobre 2019 ; renouvellement le 21 novembre 2024

Talloires
- Auberge du Père Bise, classement le 19 juin 2017 ; renouvellement le 8 juillet 2022

Veyrier-du-Lac
- Hôtel La Maison Bleue, depuis le 3 juillet 2014 ; renouvellement le 7 juin 2024

### (75) Paris
1er arrondissement
- Maison Albar Hôtel Paris Céline, depuis le 4 janvier 2017 ; renouvellement le 24 mars 2022
- Maison Barrière Vendôme Paris, classement le 18 février 2025
- Hôtel Burgundy Paris, classement le 12 août 2010 ; renouvellement le 1er février 2022
- Hôtel Castille (en), classement le 23 juillet 2012 ; renouvellement le 25 mars 2022
- Cheval Blanc Paris, classement le 28 septembre 2021
- Hôtel Costes, classement le 23 juillet 2012 ; renouvellement le 9 décembre 2022
- Grand Hôtel du Palais Royal, classement le 8 juillet 2013 ; renouvellement le 22 mars 2024
- Hôtel du Louvre, classement le 28 avril 2011 ; renouvellement le 16 décembre 2021
- Hôtel Mandarin Oriental, classement le 5 décembre 2011 ; renouvellement le 28 janvier 2022
— Palace officiel depuis juillet 2014
- Hôtel Meurice, transitoire le 17 juillet 2009 ; renouvellement le 30 novembre 2022
— un des huit premiers établissements français classé Palace depuis le 5 mai 2011
- Hôtel Nolinski, depuis le 26 août 2016 ; renouvellement le 18 février 2022
- Hôtel Régina, depuis le 6 août 2015 ; renouvellement le 14 février 2022
- Hôtel Renaissance Paris Vendôme, transitoire le 17 juillet 2009 ; renouvellement le 2 avril 2024
- Hôtel Ritz, transitoire le 17 juillet 2009 ; renouvellement le 30 juillet 2012 ; reclassement le 27 novembre 2023
- Le Roch Hôtel & Spa, depuis le 27 novembre 2016 ; renouvellement le 22 septembre 2021
- Hôtel de Vendôme, classement le 18 janvier 2011 ; renouvellement le 19 janvier 2016
- Château Voltaire, depuis le 28 septembre 2021
- Hôtel Madame Rêve, depuis le 7 mars 2022

2e arrondissement
- Hôtel Park Hyatt Vendôme, transitoire le 17 juillet 2009 ; renouvellement le 10 avril 2024
— un des huit premiers établissements français classé Palace depuis le 5 mai 2011
- Kimpton St Honoré Paris, depuis le 5 octobre 2021
- Hôtel Hana, classement le 27 février 2024
- Hôtel Westminster, classement le 11 juin 2025

3e arrondissement
- Hôtels Les Bains, depuis le 31 juillet 2015 ; renouvellement le 5 décembre 2022
- Hôtel Maison Proust, classement le 1er mars 2023
- Hôtel Pavillon de la Reine, classement le 30 octobre 2017 ; renouvellement le 20 novembre 2023
- Hôtel Sinner, classement le 23 juillet 2019 ; renouvellement le 3 juin 2024

4e arrondissement
- Hôtel Dupond-Smith, classement le 26 janvier 2015 ; renouvellement le 23 décembre 2024
- Cour des Vosges, classement le 28 octobre 2019 ; renouvellement le 24 septembre 2024
- Hôtel So Paris, classement le 17 octobre 2022
- Hôtel Le Grand Mazarin, classement le 6 octobre 2023

5e arrondissement
- Hôtel Maison Colbert, classement le 22 décembre 2022

6e arrondissement
- Hôtel d'Aubusson, depuis le 1er août 2016 ; renouvellement le 23 août 2021
- Hôtel Bel Ami, classement le 4 septembre 2012 ; renouvellement le 23 novembre 2022
- Esprit Saint-Germain, classement le 12 avril 2012 ; renouvellement le 8 avril 2022
- L'Hôtel, classement le 10 février 2014 ; renouvellement le 14 août 2024
- Hôtel Lutetia, classement le 17 août 2018 ; renouvellement le 26 mars 2024 
— établissement classé Palace
- Hôtel Le Relais Christine, depuis le 14 septembre 2015 ; renouvellement le 14 février 2022
- Hôtel Villa-des-Prés, classement le 19 décembre 2023
- Hôtel La Villa Saint-Germain-des-Près, classement le 25 octobre 2024

7e arrondissement
- Hôtel Montalembert, classement le 1er décembre 2011 ; reclassement le 24 novembre 2022
- Hôtel Le Narcisse Blanc & Spa, depuis le 28 juillet 2016 ; renouvellement le 9 décembre 2021
- Hôtel Pont Royal, classement le 30 juillet 2012 ; renouvellement le 5 décembre 2022
- Le Cinq Codet, depuis le 26 novembre 2014 ; renouvellement le 4 mars 2025
- Hôtel Juliana, depuis le 31 juillet 2015 ; renouvellement le 14 janvier 2022
- Hôtel J.K. Place Paris, depuis le 26 juillet 2021
- Pavillon Faubourg Saint-Germain, classement le 4 novembre 2022

8e arrondissement

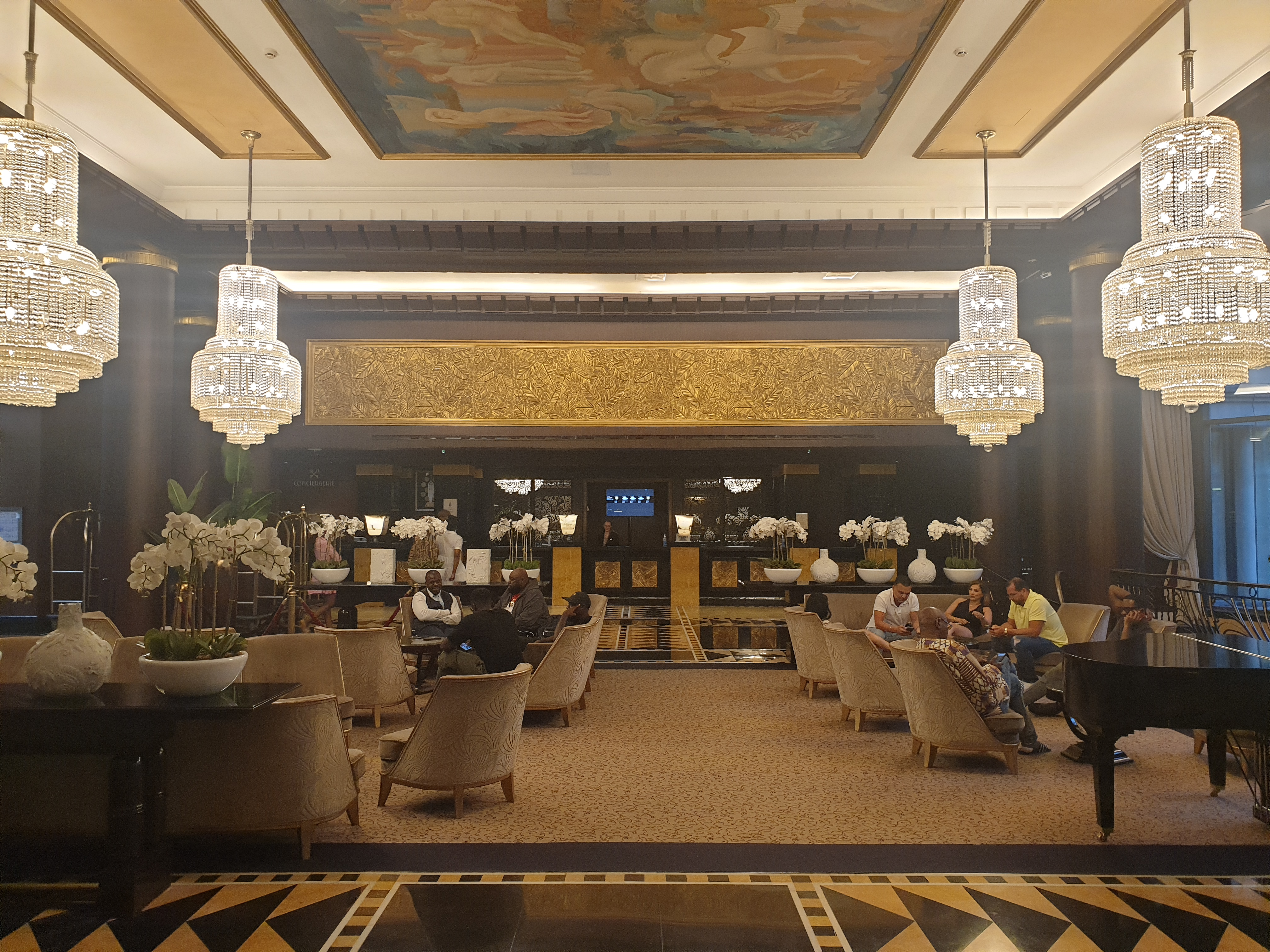
Entrée de l'Hôtel du Collectionneur en 2022.

- Hôtel Alfred Sommier, classement le 16 août 2018 ; renouvellement le 24 juillet 2023
- Hôtel Balzac, classement le 30 juin 2012 ; renouvellement le 13 août 2024
- Hôtel Bowmann, classement le 12 septembre 2018 ; renouvellement le 23 octobre 2023
- Hôtel de Berri, classement le 25 juillet 2018 ; renouvellement le 7 août 2023
- Hôtel Le Bristol, classement le 27 mai 2010 ; renouvellement le 18 février 2021
— un des huit premiers établissements français classé Palace depuis le 5 mai 2011
- Bulgari Hôtel Paris, classement le 16 décembre 2021
- Hôtel Château des Fleurs, classement le 22 août 2023
- Hôtel La Clef Champs-Élysées, classement le 7 avril 2019 ; renouvellement le 4 février 2025
- Hôtel du Collectionneur, classement le 19 novembre 2012 ; renouvellement le 28 novembre 2022
- Hôtel de Crillon, classement le 30 juin 2010 ; renouvellement le 19 décembre 2022
— établissement classé Palace
- Le Damantin Hôtel & Spa, classement le 13 mars 2019 ; renouvellement le 23 avril 2024
- Hôtel Maison Delano Paris, classement le 12 mars 2025
- Hôtel La Demeure Montaigne, depuis le 23 février 2022
- Hôtel Elysia, depuis le 27 septembre 2019 ; renouvellement le 7 octobre 2024
- Hôtel Fouquet's Barrière, transitoire le 11 juin 2009 ; renouvellement le 25 janvier 2023
- Hôtel George-V, transitoire le 7 octobre 2009 ; renouvellement le 20 juin 2024
— Palace officiel depuis le 15 septembre 2011.
- Hôtel Grand Powers, classement le 21 mars 2019 ; renouvellement le 12 avril 2024
- Hôtel Hyatt Regency Paris-Madeleine, transitoire le 11 juin 2009 ; renouvellement le 30 novembre 2022
- Hôtel Intercontinental Paris Avenue Marceau, classement le 19 avril 2010 ; renouvellement le 27 juin 2022
- Hôtel Les Jardins du Faubourg, classement le 21 juin 2019 ; renouvellement le 12 novembre 2024
- Hôtel Lancaster, classement le 28 juin 2010 ; renouvellement le 31 janvier 2022
- Madeleine 1er Hôtel Fauchon, classement le 9 novembre 2018 ; renouvellement le 20 novembre 2023
- Maison Albar Hotels Le Diamond, depuis le 30 mars 2022
- La Maison Champs-Élysées, classement le 29 juin 2012 ; renouvellement le 23 décembre 2022
- Hôtel Marignan Paris, classement le 12 mars 2013 ; renouvellement le 18 avril 2023
- Hôtel Marquis Faubourg Saint-Honoré, depuis le 16 octobre 2016 ; renouvellement le 23 mars 2022
- Hôtel Marriott Champs-Élysées, depuis le 17 juillet 2009 ; renouvellement le 25 juin 2024
- Monsieur George Hôtel & Spa, classement le 18 mars 2020 ; renouvellement le 7 mai 2025
- Hôtel Montaigne, classement le 12 septembre 2013 ; renouvellement le 13 novembre 2023
- Hôtel de Montesquieu, classement le 29 juillet 2024
- Hôtel Melia Paris Villa Marquis, classement le 18 octobre 2022
- Hôtel Napoléon, classement le 2 mars 2013 ; renouvellement le 31 juillet 2023
- Hôtel Norman, classement le 16 janvier 2024
- Hôtel Plaza Athénée, transitoire le 7 octobre 2009 ; renouvellement le 27 février 2024
— un des huit premiers établissements français classé Palace depuis le 5 mai 2011
- Hôtel Prince de Galles, classement le 24 juillet 2013 ; renouvellement le 12 juillet 2023
- Radisson Blu Hôtel Champs Élysées, depuis le 15 avril 2015 ; renouvellement le 22 mars 2023
- Hôtel La Réserve Paris, depuis le 11 mai 2015 ; renouvellement le 16 décembre 2020
— établissement classé Palace
- Hôtel Royal Monceau Raffles, classement le 26 juin 2012 ; renouvellement le 19 décembre 2022
— Palace officiel depuis le 27 juin 2013
- Hôtel San Regis, classement le 30 juillet 2012 ; renouvellement le 5 août 2022
- Hôtel de Sers, transitoire le 20 novembre 2009 ; renouvellement le 30 juin 2025
- Hôtel Sofitel Arc de Triomphe, classement le 13 septembre 2013 ; renouvellement le 26 octobre 2023
- Hôtel Sofitel Paris Le Faubourg, classement le 25 novembre 2010 ; renouvellement le 16 décembre 2021
- Hôtel Splendide Royal, depuis le 28 avril 2017; renouvellement le 21 juin 2022
- Hôtel Vernet, depuis le 26 mai 2014 ; renouvellement le 20 mai 2025

9e arrondissement
- InterContinental Paris Le Grand, depuis le 21 février 2017 ; renouvellement le 9 mars 2022
- Hôtel de Nell, classement le 2 mars 2013 ; renouvellement le 31 mai 2023
- Hôtel Parister, classement le 29 mars 2018 ; renouvellement le 27 février 2023
- Hôtel Scribe, classement le 7 mai 2010 ; renouvellement le 14 janvier 2022
- Hôtel Maison Souquet, depuis le 3 juillet 2015 ; renouvellement le 1er décembre 2022
- Maison Albar Hôtels Le Vendôme, classement le 28 février 2020 ; renouvellement le 12 février 2025
- Hôtel La Fantaisie, classement le 9 octobre 2023
- Hôtel Le Ballu, classement le 21 mai 2024

10e arrondissement
- Renaissance Paris République Hôtel, depuis le 19 mai 2016 ; renouvellement le 23 novembre 2021

11e arrondissement
- Hôtel Paris Bastille Boutet, classement le 20 janvier 2016 ; renouvellement le 22 novembre 2021
- Maison Bréguet, classement le 19 décembre 2017 ; renouvellement le 15 décembre 2022

16e arrondissement
- Hôtel Sofitel Paris Baltimore Tour Eiffel, classement le 17 juillet 2012 ; renouvellement le 21 juin 2022
- Brach Paris, classement le 6 novembre 2018 ; renouvellement le 27 novembre 2023
- La Clef Tour Eiffel Paris, depuis le 17 août 2017 ; renouvellement le 10 décembre 2024
- Hôtel Molitor, depuis le 23 juin 2014 ; renouvellement le 19 juillet 2024
- The Peninsula Paris, depuis le 27 août 2014; renouvellement le 15 avril 2022
— établissement classé Palace
- Hôtel Raphael, classement le 28 février 2012 ; renouvellement le 4 mars 2022
- Hôtel Shangri-La Paris, classement le 13 mars 2011 ; renouvellement le 19 décembre 2023
— Palace officiel depuis juillet 2014
- Square Hôtel Paris, renouvellement le 5 mars 2019 ; renouvellement le 7 juin 2024
- Majestic Hôtel - Spa, classement le 19 octobre 2011 ; renouvellement le 1er avril 2022
- Hôtel Saint James Paris, depuis le 10 mars 2022
- Le Dokhan's, depuis le 1er mars 2022
- Le Metropolitan, depuis le 1er mars 2022

17e arrondissement
- Maison Albar Hôtels Le Champs-Élysées, classement le 14 mai 2019 ; renouvellement le 24 mai 2024
- Hôtel La Fondation, depuis le 26 mai 2025
- Hôtel Renaissance Paris Arc de Triomphe, classement le 11 mars 2010 ; renouvellement le 14 janvier 2022
- Paris j'Adore Hotel & Spa, depuis le 13 juillet 2021

18e arrondissement
- Hôtel Manolita Paris, classement le 16 août 2022

### (76) Seine-Maritime
Rouen
- Hôtel de Bourgtheroulde et Spa, classement le 9 septembre 2010 ; renouvellement le 28 juin 2022

### (77) Seine-et-Marne
Chessy
- Disneyland Hôtel, classement le 10 février 2011 ; renouvellement le 16 février 2024

### (78) Yvelines
Versailles
- Airelles Château de Versailles, Le Grand Contrôle, classement le 15 juin 2021
- Hôtel Les Lumières, classement le 9 décembre 2024
- Waldorf Astoria Trianon Palace Versailles, classement le 22 février 2019 ; renouvellement le 30 juin 2021

Cernay-la-Ville et Auffargis
- L'abbaye des Vaux-de-Cernay de 147 chambres[10],[11].

### (79) Deux-Sèvres
Mazières-en-Gâtine
- Alexandra Palace, classement le 4 janvier 2023

### (81) Tarn
Albi
- Hôtel La Réserve, classement le 12 octobre 2011 ; renouvellement le 21 juin 2022

### (83) Var
Bandol
- Hôtel Île Rousse, classement le 1er juillet 2011 ; renouvellement le 14 janvier 2022

Flayosc
- Château de Berne, classement le 26 juin 2012 ; renouvellement le 5 août 2022

Gassin
- Domaine de l'Astragale, classement le 6 janvier 2012 ; renouvellement le 19 octobre 2021
- Hôtel Villa Belrose, classement le 21 juillet 2011 ; renouvellement le 21 octobre 2021
- Le Mas de Chastelas, classement le 8 août 2012 ; reclassement le 24 octobre 2023
- Kube Hôtel, classement le 1er juillet 2013 ; renouvellement le 15 avril 2024

Hyères
- Le Hameau des Pesquiers, classement le 5 août 2022

La Celle
- Hostellerie de l'Abbaye de La Celle, classement le 2 mai 2012 ; renouvellement le 3 octobre 2022

La Croix-Valmer
- Hôtel Château de Valmer, classement le 21 août 2012 ; renouvellement le 14 octobre 2022
- Hôtel Lily of the Valley, classement le 19 juillet 2019 ; renouvellement le 27 mai 2024

Le Castellet
- Hôtel du Castellet, transitoire le 30 novembre 2009 ; renouvellement le 15 octobre 2024

Le Lavandou
- Hôtel Le Club de Cavalière, classement le 2 juin 2010 ; renouvellement le 19 juin 2023

Ramatuelle
- Villa Marie Saint-Tropez, classement le 21 décembre 2011 ; renouvellement le 17 juin 2022
- Hôtel La Réserve, classement le 2 juin 2010 ; renouvellement le 24 septembre 2024
— établissement classé Palace depuis le 29 juin 2012
- Muse Hôtel Saint-Tropez, depuis le 3 août 2016 ; renouvellement le 17 mai 2022

Roquebrune-sur-Argens
- Hôtel & Spa Le Daya, classement le 11 avril 2013 ; renouvellement le 16 juin 2023

Saint-Raphaël
- Hôtel Les Roches Rouges, classement le 23 mai 2017 ; renouvellement le 19 juin 2025
- La Villa Mauresque, classement le 7 avril 2017 ; renouvellement le 18 novembre 2021

Saint-Tropez
- Hôtel Arev Saint-Tropez, classement le 21 mai 2024
- Hôtel Byblos, transitoire le 30 novembre 2009 ; renouvellement le 1er août 2024
— établissement classé Palace depuis le 29 juin 2012
- Hôtel de Paris Saint-Tropez, classement le 19 avril 2013 ; renouvellement le 9 mai 2023
- Hôtel La Bastide de Saint-Tropez, classement le 6 mai 2011 ; renouvellement le 22 décembre 2021
- Hôtel La Mandarine, classement le 21 juillet 2011 ; renouvellement le 23 novembre 2021
- Hôtel La Ponche, classement le 11 avril 2013 ; renouvellement le 5 juin 2023
- Hôtel La Tartane Saint-Amour, classement le 26 juillet 2012 ; renouvellement le 29 septembre 2022
- Hôtel Château de la Messardière, depuis le 30 novembre 2009 ; renouvellement le 27 mai 2024
— établissement classé Palace depuis le 29 juin 2012
- Hôtel Sezz Saint-Tropez, classement le 9 décembre 2010 ; renouvellement le 3 juin 2021
- Hôtel Le Yaca, classement le 30 juillet 2013 ; renouvellement le 6 octobre 2023
- Hôtel Lou Pinet, classement le 12 juillet 2019 ; renouvellement le 24 septembre 2024
- Hôtel Cheval Blanc Saint-Tropez, classement le 3 juin 2019 ; renouvellement le 27 mai 2024
— établissement classé Palace
- Villa Cosy, classement le 14 mars 2022

Tourrettes
- Terre Blanche Hôtel Spa Golf Resort, classement le 8 mars 2012 ; renouvellement le 17 novembre 2021

### (84) Vaucluse
Avignon
- Hôtel la Mirande, classement le 15 octobre 2010 ; renouvellement le 16 novembre 2021
- Hôtel d'Europe, classement le 22 janvier 2018 ; renouvellement le 28 mars 2023

Bonnieux
- Hôtel Capelongue, classement le 7 juillet 2023 ; renouvellement le 27 mai 2024

Crillon-le-Brave
- Hôtel Crillon Le Brave, classement le 30 septembre 2011 ; renouvellement le 2 décembre 2022

Gargas
- Hôtel La Coquillade, classement le 22 juin 2011 ; renouvellement le 14 janvier 2022

Gordes
- Hôtel La Bastide de Gordes, transitoire le 6 novembre 2009 ; renouvellement le 27 mai 2024
— établissement classé Palace
- Hôtel Les Bories, depuis le 23 juin 2011 ; renouvellement le 7 janvier 2020

Joucas
- Hostellerie Le Phébus, classement le 12 août 2010 ; renouvellement le 21 octobre 2020
- Hôtel-Restaurant Le Mas des Herbes Blanches, classement le 15 novembre 2012 ; renouvellement le 29 septembre 2023

Le Pontet
- Auberge de Cassagne & Spa, classement le 20 avril 2011 ; renouvellement le 16 février 2021

### (88) Vosges
Ventron
- Domaine de Montagne, classement le 7 avril 2025

### (89) Yonne
Leugny
- Hôtel La Borde, depuis le 21 juin 2019

Joigny
- Hôtel La Côte Saint-Jacques, classement le 29 septembre 2022

Vault de Lugny
- Château de Vault de Lugny, depuis le 15 novembre 2010 ; renouvellement le 18 avril 2024

### (92) Hauts-de-Seine
La Défense, Puteaux
- NEST Paris La Défense, transitoire le 30 septembre 2009 ; renouvellement le 14 janvier 2022

La Défense, Courbevoie
- Hôtel Pullman Paris La Défense, classement le 15 mars 2011 ; renouvellement le 2 mars 2022

Issy-les-Moulineaux
- Domaine de la Reine Margot, classement le 21 décembre 2023

### (971) Guadeloupe
Sainte-Anne
- Hôtel La Toubana & Spa, classement le 6 mars 2019 ; renouvellement le 3 avril 2024

### Saint-Barthélemy (Antilles françaises)
- Le Barthélemy Hôtel & Spa, classement le 20 juin 2017
- Hôtel Le Sereno, classement le 25 juillet 2012 ; renouvellement le 3 août 2022
- Hôtel Le Toiny, classement le 11 juin 2012 ; renouvellement le 3 août 2022
- Cheval Blanc St-Barth Isle de France, classement le 21 mars 2012 ; reclassement le 3 août 2022
— établissement classé Palace
- Hôtel Christopher Saint-Barth, classement le 13 juillet 2012 ; renouvellement le 14 décembre 2022
- Hôtel Carl Gustaf, depuis le 13 juillet 2012 ; renouvellement le 8 avril 2021
- Hôtel Guanahani & Spa, depuis le 24 juillet 2013 ; renouvellement le 4 avril 2022
- Hôtel Manapany Cottages & SPA, classement le 20 juin 2018
- Eden Rock, depuis le 24 juillet 2013 ; renouvellement le 7 avril 2021
- Villa Marie Saint-Barth, classement le 20 juin 2017 ; renouvellement le 3 août 2022
- Tropical Hôtel & Beach, classement le 3 août 2022

### Saint-Martin (Antilles françaises)
- La Samanna, depuis le 14 février 2012

### (972) Martinique
Les Trois-Îlets
- Hôtel La Suite Villa, depuis le 7 août 2015 ; renouvellement le 23 novembre 2021

### (974) La Réunion
Petite-Île, Grande Anse
- Palm Hotel & Spa, classement le 5 décembre 2012 ; renouvellement le 8 décembre 2022

Sainte-Anne
- Hôtel Diana Dea Lodge, classement le 29 octobre 2020

Saint-Gilles les Bains
- Lux Saint-Gilles Île de la Réunion, depuis le 21 octobre 2015
(voir ci-dessous, Villas du Langon / Lux Saint-Gilles) ; renouvellement le 17 décembre 2021
- Akoya Hôtel & Spa, depuis le 24 février 2016 ; renouvellement le 17 mars 2022

Saint-Leu
- Blue Margouillat Seaview Hôtel, classement le 18 décembre 2017 ; renouvellement le 20 décembre 2022

## Anciens hôtels cinq étoiles
- Hôtel Particulier (Arles) : classement le 16 novembre 2010 — le 16 novembre 2015
- Hôtel La Cabro d'Or, actuellement Baumanière (Les Baux de Provence) : classement le 27 janvier 2011 — le 27 janvier 2016
- Oustau de Beaumanière, actuellement Baumanière (Les Baux de Provence) : classement le 27 janvier 2011 — le 27 janvier 2016
- Hôtel de Toiras (Saint-Martin-de-Ré) : classement le 10 mars 2010  — le 10 mars 2015
- Hôtel Sofitel Thalassa Porticcio (Porticcio) : transitoire le 18 novembre 2009  — le 18 novembre 2014
- Grand hôtel la Cloche (Dijon) : classement le 29 septembre 2010 — le 29 septembre 2015
- Hôtel K (Baerenthal) : transitoire le 6 octobre 2009  — le 6 octobre 2014
- Grand Hôtel Loréamar (Saint-Jean-de-Luz) : transitoire le 23 septembre 2009  — le 23 septembre 2014
- Le Château de Brindos (Anglet) : transitoire le 23 septembre 2009  — le 23 septembre 2014
- Châlet du Mont d'Arbois (Megève) : transitoire le 29 septembre 2009  — le 29 septembre 2014
- Hôtel Les Pléiades (Barbizon) : classement le 6 novembre 2012 — décembre 2012 (fermeture) ; reclassement en tant que quatre étoiles depuis le 18 septembre 2014
- Hôtel d'Europe (Avignon) : transitoire le 8 décembre 2009  — le 8 décembre 2014
- Hôtel Cap Est Lagoon Resort et Spa (Le François) : classement le 1er juillet 2010  — le 1er juillet 2015
- Villas du Lagon, puis Lux Réunion (Saint-Paul) : classement le 7 mai 2010 — le 7 mai 2015
- Hôtel 111 (Carcassonne), classement le 27 juillet 2012 — juin 2013
- Hôtel Burdigala (Bordeaux), transitoire le 12 juin 2009 ; classement le 31 juillet 2014 — décembre 2016

## Nuits les plus chères

### Plus de20 000 euros
- Cannes : InterContinental Carlton, 40 000 euros
- Cannes : Majestic, 38 000 euros en 2011[12] (Suite Présidentielle)
- Courchevel : Les Airelles, 35 000 euros en 2011[13] (Appartement)
- Cannes : Martinez, 34 000 euros en 2009[14] (Suite Penthouse)
- Courchevel : Cheval Blanc, 25 000 euros en 2011[15] (Suite Royale)
- Paris : Plaza Athénée, 25 000 euros[16] (Suite Royale)
- Paris : Le Bristol : 24 000 euros (Suite impériale)[17]
- Paris : Mandarin Oriental, 20 000 euros (Suite Royale Mandarin)

### Plus de10 000 euros
- Méribel : Le Kaïla, 16 000 euros (double suite)
- Paris : Le Prince de Galles, 16 000 euros (suite)
- Courchevel 1850 : Les Suites de la Potinière, 15 000 euros (Appartement)
- Paris : Le Shangri-La, 18 000 euros en 2010[18] (Suite Impériale)
- Paris : Le Crillon, 16 900 euros en 2007[19] (Suite Bernstein à 9 000 euros et suite Louis XV à 7 900 euros, en double suite)
- Paris : Le Monceau Raffles, 16 000 euros (Suite parisienne)
- Paris : Le Park Hyatt Vendôme, 15 000 euros en 2008[20] (Suite Impériale)
- Paris : Le Fouquet's-Barrière, 15 000 euros
- Paris : Le Meurice, 14 000 euros en 2011[21] (Suite la Belle Étoile)
- Paris : Le George-V, 13 000 euros en 2013[22] (Appartement)
- Paris : Le Vendôme, 11 000 euros
- Versailles : Le Grand Contrôle, 18 000 euros (Suite Necker)

### Plus de5 000 euros
- Paris : Le Ritz, 9 120 euros en 2007[19] (Suite Impériale)
- Chessy : Hôtel Disneyland, 7 045 euros en 2014[23] (Suite Sleeping Beauty)
- Biarritz : Hôtel du Palais, 6 000 euros en 2011[24] (Suite Royale)
- Paris : Le Westin, 5 800 euros
- Saint-Tropez : Le Byblos, 5 500 euros
- Deauville : Royal-Barrière, 5 300 euros

## Établissements conservant trois étoiles du guide Michelin
- (01540 Vonnas) Hôtel Georges Blanc Parc & Spa[25] (Georges Blanc)

- (13007 Marseille) Le Petit Nice[26] (Gérald Passédat)
- (13520 Les Baux-de-Provence) Baumamanière - L'Oustau de Baumamanière (Glenn Viel)

- (26000 Valence) Hôtel Maison Pic[27] (Anne-Sophie Pic)

- (40320 Eugénie-les-Bains) Les Prés d'Eugénie[28] (Michel Guérard)

- (42300 Roanne (Ouches)) Maison Troisgros[29] (Michel Troisgros)

- (51430 Tinqueux) L'Assiette Champenoise[30] (Arnaud Lallement)

- (74120 Megève) Flocons de Sel[31] (Emmanuel Renaut)

- (75008 Paris) Hôtel Le Bristol[32] (Éric Frechon) ; dès mars 2013, son deuxième restaurant Le 114, Faubourg aussi possède une étoile[33]

- (83990 Saint-Tropez) La Vague d'Or - Cheval Blanc St-Tropez[34] (Arnaud Donckele)